# Anselm al II-lea de Milano
Anselm al II-lea Capra (d. 896) a fost arhiepiscop de Milano de la anul 882 până la moarte.
Anselm a fost conducătorul taberei susținătoare a francilor apuseni (din Franța) împotriva celor răsăriteni (din Germania) în disputa acestora pentru stăpânirea Italiei. Deși inițial Anselm a fost cel care l-a încoronat ca rege al Italiei pe margraful Berengar I de Friuli, ulterior i s-a opus, după ce acesta a prestat omagiu lui Arnulf de Carintia. Noua alegere a partidei sale s-a numit ducele Guy al III-lea de Spoleto, care a reușit să preia tronul Italiei de la Berengar și datorită înfluenței ecleziastice a lui Anselm, care s-a dovedit mai puternică decît cea a episcopilor pro-germani, precum Wibod, episcop de Parma.